# Университетско издателство „Св. св. Кирил и Методий“
Университетско издателство „Св. св. Кирил и Методий“ е българско университетско книгоиздателство, е наследник на основаната през 1971 г. Печатна база на Великотърновския университет „Св. св. Кирил и Методий“, превърнала се през годините в основно университетско звено. Издателството е регистрирано в Националната ISBN агенция – София, с международен стандартен книжен номер 524 от 20.04.1992 г.
Появило се на книжния пазар през 1992 г., издателството се специализира в издаването на литература, профилирана за висшите учебни заведения. Годишно издава над 70 заглавия: научна, научнопопулярна, учебна, учебно-помощна литература, научни списания и годишници.
Директор на издателството е Красимира Мутафова.